# Phylidorea pernigrita
Phylidorea pernigrita là một loài ruồi trong họ Limoniidae. Chúng phân bố ở miền Cổ bắc.